# Aleksandr Markine (volley-ball, 1990)
Aleksandr Viktorovitch Markine (en russe : Александр Викторович Маркин) est un joueur russe de volley-ball né le 28 juillet 1990 à Moscou (alors en URSS). Il mesure 1,95 m et joue réceptionneur-attaquant. Il est international russe.

## Clubs
| Club          | De        | À   |
| ------------- | --------- | --- |
| Dinamo Moscou | 2009-2010 | ... |

## Palmarès
- Ligue des champions
  - Finaliste : 2010
- Coupe de la CEV (1)
  - Vainqueur : 2012
- Championnat de Russie
  - Finaliste : 2011, 2012
- Coupe de Russie
  - Finaliste : 2010, 2013
- Supercoupe de Russie (1)
  - Vainqueur : 2009